# Halaphanolaimidae
Halaphanolaimidae är en familj av rundmaskar. Halaphanolaimidae ingår i ordningen Araeolaimida, klassen Adenophorea, fylumet rundmaskar och riket djur.